# Десислав Русев
Десислав Русев е български футболист на Литекс. Юноша на Спартак (Плевен), играе като централен нападател. С екипа на Литекс е носител на Купата на България за 2004 година и финалист през 2003, вицешампион през сезон 2001 – 02. С „оранжевите“ има изиграни и 5 мача от турнира за Купата на УЕФА.

## Успехи
Литекс (Ловеч)
- Купа на България (1): 2003 – 04
  - Финалист (1): 2002 – 03